# Clément Rosset
Pour les articles homonymes, voir Rosset.
Clément Rosset, né le 12 octobre 1939 à Carteret dans la Manche, mort le 27 mars 2018 dans le 5e arrondissement de Paris,,, est un philosophe français.

## Biographie
Clément Rosset est né de parents ayant vécu longtemps en Espagne. Entré à l’École normale supérieure en 1961, il devient agrégé de philosophie en 1964. Il enseigne la philosophie à Montréal de 1965 à 1967, puis à Nice jusqu’en 1998. Retraité après cette date, il a vécu à Paris et s'est consacré à son œuvre.
Rosset développe une philosophie de l'approbation au réel : par la joie, je prends plaisir au réel tout entier, sans avoir à m'en masquer aucun aspect, si horrible soit-il. Le paradoxe de la joie est ainsi que rien dans la réalité ne me porte à l'approuver et que pourtant, je puisse l'aimer inconditionnellement. Cette vision est dite « tragique » au sens conféré par Nietzsche à ce terme : est tragique l'amour de la vie jusque dans le déchirement et la douleur extrêmes. Être heureux, c'est être heureux malgré tout.
Dès son premier livre, La Philosophie tragique, Rosset oppose cette vision tragique et joyeuse à la recherche d'un double qui puisse protéger du réel. Le réel étant à la fois cruel et indicible, les hommes ont tendance à lui préférer un double de substitution, une image illusoire et adoucie qui les en détourne. En particulier, la vision morale du monde repose sur l'illusion de ce double.
Deux essais consacrés à Schopenhauer,, ont montré que ce dernier était un précurseur des philosophies de l'absurde (Sartre, Camus) : pour Schopenhauer, le monde est douloureux mais surtout, cette douleur est sans raison. Au pessimisme bien connu du penseur de Francfort s'ajoute donc une intuition de l'absurde.
Ses premiers essais personnels (La Logique du pire, L’Anti-nature) proposent une philosophie joyeuse et approbatrice d’un monde où le pire est la seule chose certaine. Le pire est ce qui existe, la réalité antérieure aux idées de sens, d’ordre ou de nature : c'est le hasard lui-même, en tant que silence et insignifiance. Dans la trilogie qui suit (Le Réel et son double ; Le Réel, traité de l’idiotie ; L’Objet singulier), Rosset tente de préciser les attributs de cette réalité indéterminable et « in-signifiante ». La thèse essentielle de Rosset est celle-ci : la difficulté de penser le réel tient à ce qu’il ne manque de rien, qu’il se suffit à lui-même, qu’il se passe de tout fondement (car au fond, il n’y a rien à expliquer, rien à comprendre). D’où la thèse majeure du Réel et son double : le réel est ce qui est sans double et le fantasme du double trahit toujours le refus du réel. L’ontologie du réel sur laquelle débouche cette réflexion a la particularité de ne pas reposer sur la pensée de son être ou de son unité[Lequel ?], mais de s’en tenir à sa seule singularité[Lequel ?], ce qui n’est possible que par la grâce d’une joie sans raison. Le réel auquel j’ai accès, aussi infime soit-il, en rapport de l’immensité qui m’échappe, doit être tenu pour le bon.
Il meurt en mars 2018 dans son appartement parisien.

## Philosophie

### Ses influences
Les influences principales de Rosset — Schopenhauer mis à part — sont affirmées dès ses premiers livres. Elles correspondent à ses premières lectures. S’il a pu s’éloigner quelque peu, à partir du Réel et son double, de sa philosophie dite tragique, ces influences restent, explicitement ou implicitement, prégnantes dans tous ses ouvrages. Une des inspirations majeures de Rosset est Nietzsche, dont la pensée constitue le fil conducteur de son premier ouvrage. Il lui est, pour ainsi dire, toujours resté fidèle et le cite dans pratiquement tous ses livres. L’un des livres essentiels de Rosset, La Force majeure, consacre un long chapitre décisif à Nietzsche, dans lequel Rosset développe des analyses brillantes et originales du philosophe allemand comme philosophie de l'approbation inconditionnelle au hasard de la vie. Cette lecture est à comparer avec les interprétations qui faisaient autorité dans les années 1960-1970 chez les philosophes français (Foucault, Derrida, Deleuze, Blanchot, Bataille, Klossowski).
Rosset s'efforce de mettre en lumière un Nietzsche foncièrement joyeux et dans l'affirmation et qui, en outre, est musicien, aspect trop méconnu des commentateurs. Ses Notes sur Nietzsche constituent un apport crucial au développement de la pensée de Rosset en ce que chaque point remarquable de la philosophie de Nietzsche apparaît conciliable avec la philosophie de Rosset lui-même.
Outre l’influence déterminante de Nietzsche, se sont exercées sur sa pensée celles de Héraclite, Épicure, Lucrèce, Montaigne, Pascal, Spinoza et Hume – et, à certains égards, de Bergson[Où ?], de Deleuze[Où ?], voire de Lacan[Où ?]. Plus tard, revenant sur ce qu'il considère comme une condamnation trop hâtive, Rosset voit en Parménide (considéré comme penseur de l’Être, fondateur de l'idéalisme, des catégories éternelles, immuables, Vraies) la voix puissante de l’idiotie du réel (Principes de sagesse et de folie) contre l’interprétation métaphysique qui en fut faite par toute une lignée de philosophes, de Platon à Heidegger.

### Sa pensée
Pour l'auteur, l'erreur des philosophes tient à ce qu'ils s'obstinent à chercher un sens ou un ordre caché au réel. Le réel se passe de fondement et il n'existe pas d'arrière-monde au monde réel ou une sur-nature pour fonder la nature, de « monde parfait ». Il faut fuir les romantismes, les épopées métaphysiques, les « Idées » (Platon), les essences et autres instances ontologiques ainsi que les « ailleurs » douillets et rassurants. Il dénonce d'autre part le charlatanisme, l'hermétisme de certains philosophes qui sont ses contemporains.
Pour lui, chaque objet est singulier et il est impossible d'en décrire la singularité car il est son propre patron (signification utilisée en couture).
Face à la complexité du réel, les gens préfèrent vivre dans l'illusion, se complaire dans un « faux présent ».
Le point de départ de sa philosophie est la conscience du tragique de l'existence.
La force des religions découle de leur puissance de suggestion et des « arrières-mondes » qu'elle échafaudent.
Ses livres, faciles à lire, déconcertants et humoristiques mêlent souvent philosophie, cinéma, publicité et bande dessinée pour concevoir un « gai savoir philosophique » s'attaquant à tous les refus du réel, à tous les refuges que l'être humain s'est inventé pour lui échapper alors que la Joie et l'adhésion à ce qui se passe hic et nunc sont les conditions mêmes de l'existence humaine. Sa philosophie entend traiter de problèmes qui ne sont pas liés aux circonstances (quotidien, « politique », actualités), mais à des enjeux plus profonds, concernant la condition humaine ou l'être des choses en général : ce qui relève de ce qu'il appelle la philosophie première.
Préférant l'élégance de la concision à l'esprit exhaustif de la philosophie allemande, et à la lumière de l’œuvre de Schopenhauer, il s'est moqué de la pesanteur des universitaires en général et de Hegel en particulier dont il assimilait l'obscurité à du charlatanisme.

### Réception, critiques et postérité
Il n'a pas manqué de critiquer les intellectuels contemporains parmi les plus acclamés par son ironie mordante à l'égard du structuralisme, des courants de la psychanalyse, du marxisme, de la « déconstruction » et de la French Theory en vogue outre-Atlantique. Pas tendre non plus avec les références chères à la gauche libertaire, Herbert Marcuse ou Wilhelm Reich en tête.
Aujourd'hui que les rivalités universitaires se sont éteintes, et que l'« heure » de la French Theory est totalement passée[réf. nécessaire], son œuvre est plus facile à apprécier à sa juste valeur.

### Reconnaissance
En 1966, le Prix Roger-Nimier lui est attribué.
En 2008, il est lauréat du prix Gegner de l'Académie des sciences morales et politiques pour L'École du réel.
En 2013, il est lauréat du prix Procope des Lumières pour son ouvrage L'Invisible.

## Publications
- La Philosophie tragique, Paris, Presses universitaires de France, 1960 (ISBN 2-13-054066-X).
- Le Monde et ses remèdes, Paris, Presses universitaires de France (ISBN 2-13-050941-X).
- Lettre sur les chimpanzés : plaidoyer pour une humanité totale, Paris, Gallimard, 1965 (ISBN 2-07-075528-2). Réédition : 1999
- Schopenhauer, philosophe de l’absurde, Paris, Presses universitaires de France, 1967, 2010 (ISBN 978-2-13-058350-9).
- L’Esthétique de Schopenhauer, Paris, Presses universitaires de France, 1969 (ISBN 2-13-042129-6).

- sous le pseudonyme de Roboald Marcas, Précis de philosophie moderne, Paris, R. Laffont, 1968 (ISBN 9782130570844). Rééd. : Écrits satiriques 1,Paris, Presses universitaires de France, 2008

- sous le pseudonyme de Roger Crémant, Les Matinées structuralistes : Discours sur l’écrithure (sic), Paris, R. Laffont, 1969. Rééd. partielle : Les Matinées savantes, Montpellier, Fata Morgana, 2011  (ISBN 9782851948076)
- Logique du pire : éléments pour une philosophie tragique, Paris, Presses universitaires de France, coll. « Bibliothèque de philosophie contemporaine », 1971 (ISBN 2-13-045056-3).
- L'Anti-nature : éléments pour une philosophie tragique, Paris, Presses universitaires de France, 1973 (ISBN 2-13-053957-2).
- Le Réel et son double : essai sur l’illusion, Paris, Gallimard, 1976 (ISBN 2-07-032751-5).
- Le Réel : Traité de l’idiotie, Paris, Éditions de Minuit, 1977 (ISBN 2-70-731864-7).
- L’Objet singulier, Paris, Éditions de Minuit, 1979, 111 p. (ISBN 978-2-70-730285-4).
- La Force majeure, Paris, Éditions de Minuit, 1983 (ISBN 2-70-730658-4).
- Le Philosophe et les sortilèges, Paris, Éditions de Minuit, 1985 (ISBN 2-70-731011-5).
- Le Principe de cruauté, Paris, Éditions de Minuit, 1988 (ISBN 2-70-731180-4).

- Mozart, une folie de l'allégresse, Paris, Mercure de France, 1990, rééd. Le cas Mozart, Le Passeur, 2013 (écrit par Rosset et Didier Raymond)  (ISBN 2368900381)[31] ; Mozart et le silence. Une folie d'allégresse, Le Passeur, 2021

- Principes de sagesse et de folie, Paris, Éditions de Minuit, 1991 (ISBN 2-70-731402-1).
- En ce temps-là - Notes sur Louis Althusser, Paris, Éditions de Minuit, 1992 (ISBN 2-70-731427-7).
- Matière d’art : hommages, Nantes, Le Passeur, 1992. Rééd. Montpellier, Fata Morgana, 2010  (ISBN 9782851947741)
- Le Choix des mots, Paris, Éditions de Minuit, 1995 (ISBN 2-70-731539-7).
- Le Démon de la tautologie, Paris, Éditions de Minuit, 1997 (ISBN 2-70-731615-6).
- Route de nuit : épisodes cliniques, Paris, Gallimard, 1999 (ISBN 2-07-075618-1).
- Loin de moi : étude sur l’identité, Paris, Éditions de Minuit, 1999 (ISBN 978-2-70-731691-2).
- Le Réel, l’imaginaire et l’illusoire, Biarritz, Distance, 2000 (ISBN 2-90-896012-5) (repris dans Fantasmagories, Paris, Éditions de Minuit, 2005).
- Le Régime des passions, Paris, Éditions de Minuit, 2001 (ISBN 2-70-731764-0).
- Propos sur le cinéma, Paris, Presses universitaires de France, 2001 (ISBN 2-13-052021-9).
- Franchise postale. Correspondance avec Michel Polac, Paris, Presses universitaires de France, 2003, 192 p. (ISBN 2-13-053740-5).
- Impressions fugitives : L’ombre, le reflet, l’écho, Paris, Éditions de Minuit, 2004 (ISBN 2-70-731853-1).
- Fantasmagories, Paris, Éditions de Minuit, Éditions de minuit (ISBN 2-70-731938-4).
- L’École du réel, Paris, Éditions de Minuit, 2008 (ISBN 2-7073-2019-6) [anthologie].
- La Nuit de mai, Paris, Éditions de Minuit, 2008 (ISBN 2-7073-2020-X)[32].
- Une passion homicide, Paris, Presses universitaires de France, 2008 (ISBN 2-13-056540-9).
- Le Monde perdu, Paris, Éditions Fata Morgana, 2009 (ISBN 978-2-85194-746-8) (BNF 42798306).
- Tropiques. Cinq conférences mexicaines, Éditions de Minuit, 2010 (ISBN 978-2-70-732107-7).
- Didier Raymond et Clément Rosset, La Folie sans peine, Paris, PUF, coll. « Points », 1991, 2010 (ISBN 978-2-13-058101-7).dessins de Jean-Charles Fitoussi
- Récit d’un noyé, Paris, Éditions de Minuit, 2012 (ISBN 978-2-70-732239-5)[33].
- L’Invisible, Paris, Éditions de Minuit, 2012 (ISBN 978-2-70-732238-8)[33].
- Clément Rosset et Santiago Espinosa, Question sans réponse. L'inexpressif musical, Encre Marine, 2013 (ISBN 978-2-35-088066-2).
- Faits divers, Paris, PUF, coll. « Perspectives critiques », 2013 (ISBN 978-2-13-062556-8).
- Esquisse biographique. Entretiens avec Santiago Espinosa, Paris, Encre Marine, 2017 (ISBN 978-2-35-088123-2).
- L'Endroit du paradis. Trois études, Paris, Les Belles Lettres, 2018 (ISBN 2-35-088147-4).
- La joie est plus profonde que la tristesse. Entretiens avec Alexandre Lacroix, Paris, Stock, 2019 (ISBN 978-2-23-408847-4).
- Écrits intimes. Quatre esquisses biographiques. Voir Minorque, Paris, Éditions de Minuit, 2019 (ISBN 978-2-70-734564-6).
- Les Matins de l'esprit, Paris, Éditions des Belles Lettres, 2021 (ISBN 978-2-35-088191-1).
- Dialogue avec la faiblesse. Le Monde et ses remèdes, Paris, PUF, 2023 (ISBN 978-2-13-083252-2).